# Eurybia dardus
Eurybia dardus är en fjärilsart som beskrevs av Fabricius 1787. Eurybia dardus ingår i släktet Eurybia och familjen Riodinidae. Inga underarter finns listade i Catalogue of Life.

## Bildgalleri

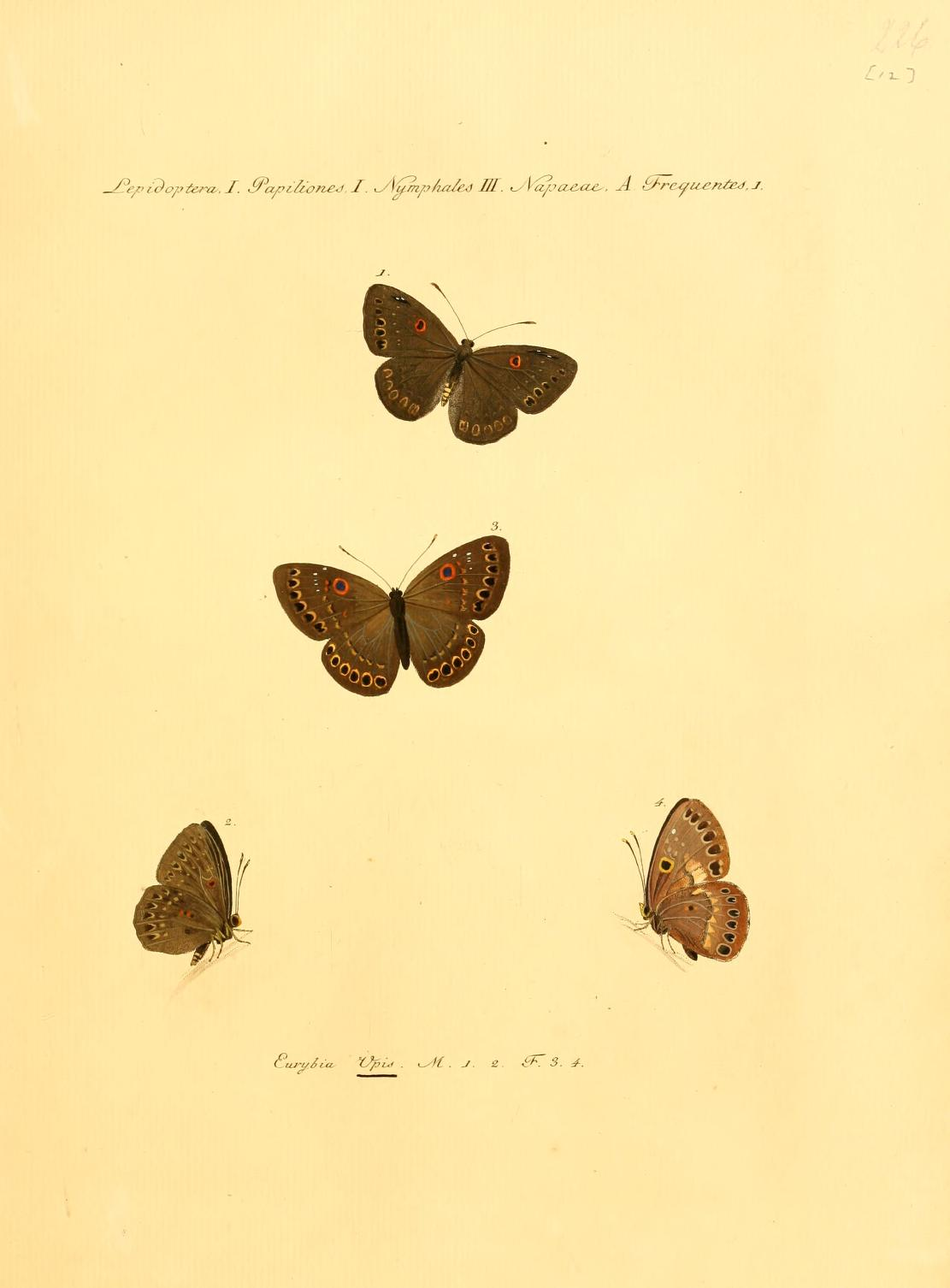